# Histiogamphelus cristatus
Histiogamphelus cristatus är en fiskart som först beskrevs av Macleay 1881.  Histiogamphelus cristatus ingår i släktet Histiogamphelus och familjen kantnålsfiskar. Inga underarter finns listade i Catalogue of Life.